# Мастер-фильм
«Мастер-фильм» — российская кинокомпания, занимающаяся производством художественных, анимационных и документальных фильмов и телесериалов. Основана в 1996 году. Генеральный директор — Александр Герасимов.
Также занимается производством музыкальных клипов и рекламных роликов. Производила клипы для групп Дискотека Авария (Новогодняя) и Стрелки (Я хорошая…). Один из соучредителей и организаторов Открытого Российского фестиваля анимационного кино в Суздале.

## История
Согласно информации на сайте ПрофиСинема и на сайте самой кинокомпании, кинокомпания «Мастер-фильм» была создана в 1996 году. Однако на сайте Аниматор.ру указывается, что «Общество с ограниченной ответственностью Кинокомпания Мастер-Фильм создано в 1995 году», также указывается, что кинокомпания создана в 1995 году в некрологе одного из её создателей Вячеслава Маясова. В некоторых источниках указывается, что общество с ограниченной ответственностью «Кинокомпания «Мастер-фильм» зарегистрировано в 1992 году.
Согласно Энциклопедии отечественной мультипликации, кинокомпанию «Мастер-фильм» создал в 1996 году Александр Герасимов совместно с Вячеславом Маясовым, Герасимов стал генеральным продюсером кинокомпании, а Маясов стал генеральным директором кинокомпании. С сентября 2006 года после смерти Вячеслава Маясова, Герасимов является одновременно генеральным директором кинокомпании «Мастер-Фильм».
В октябре 2006 года Александр Герасимов зарегистрировал общество с ограниченной ответственностью «Студия «Мастер-фильм».
По информации на сайте ПрофиСинема, кинокомпания «Мастер-Фильм», студия «Мастер-Фильм», а также «Фонд социально-культурных программ «Губерния» объединены в кинематографический холдинг «Мастер-Фильм».

## Фонд социально-культурных программ «Губерния»
По инициативе и на базе кинокомпании «Мастер-фильм» в 2001 году была создана некоммерческая организация Фонд социально-культурных программ «Губерния». Учредителями фонда «Губерния» также стали Александр Герасимов и Вячеслав Маясов.
Одним из ведущих направлений Фонда является кинопроизводство.
Журналист Лариса Малюкова объясняет причины появления фонда «Губерния» особенностями финансирования: 

Небольшие российские анимационные студии были вынуждены «вегетативно размножаться»: от одного «организма» под руководством одного и того же продюсера отпочковывались другие. Виной тому система финансирования. Одна студия могла получить поддержку на производство лишь нескольких картин. Вот кинокомпании и обзаводились разными названиями и адресами, чтобы бесперебойно работать.

## Мультфильмы
| - Аркадия (2001) реж. Владислав Байрамгулов - Бедный Йорик (2007) реж. Сергей Гордеев - Беззаконие (цикл «Рассказы Чехова») (2010) реж. Наталья Мальгина - Белолобый (цикл «Рассказы Чехова») (2010) реж. Сергей Серёгин - Василий Тёркин (2003) - Ветер вдоль берега (2003) реж. Иван Максимов - Вне игры (2011) реж. Иван Максимов - Война миров (2007) реж. Андрей Колпин - Гармонист (2003) реж. Светлана Быченко - Длинный мост в нужную сторону (2012) реж. Иван Максимов - Дождь сверху вниз (2007) реж. Иван Максимов - Дополнительные возможности Пятачка (2008) реж. Иван Максимов - Дорожные жалобы (2006) реж. Дмитрий Палагин - Из жизни разбойников (2002) реж. Софья Кравцова - Из жизни разбойников 2 (2004) реж. Софья Кравцова - Ключи от времени (2004) реж. Сергей Серёгин - Кошачья прогулка (2004) реж. Дмитрий Наумов - Круговорот (2002) реж. Роберт Лабидас - Лобо (2001) реж. Эдуард Беляев - Лу. Рождественская история (2005) реж. Вера Токарева - Лукоморье. Няня (2000) реж. Сергей Серёгин - Медленное бистро (2002) реж. Иван Максимов - Мультипотам (2, 3, 4) (2001-2007) - Мышка.ру (2003) реж. Анна Колозян | - Новая жизнь (2001) реж. Аркадий Приходченко - Одноразовый рай (2003) реж. Анна Колозян - Они (2003) реж. Т.Койниш - Пиковая дама (2006) реж. Дмитрий Наумов - Пинежский Пушкин (2003) реж. Леонид Носырев - Потоп (2004) реж. Иван Максимов - Предивная история Золушки (2010) реж. Сергей Серёгин - Предивная история Красавицы и Чудовища (2010) реж. Сергей Серёгин - Приливы туда-сюда (2010) реж. Иван Максимов - Простая история (2003) реж. А.Аманов - Румпельштильцхен (2008) реж. Оксана Холодова - Свято (Праздник) (2002) реж. Мария Степанова - Сказка с ангелом (2004) реж. Д.Палагин, А.Кондрашов - Сын прокурора спасает короля (цикл «Рассказы Чехова») (2010) реж. Оксана Холодова - Тихая история (2003) реж. Алексей Дёмин - Три поросёнка (2002) реж. Н.Богаевский - Трикстер (2003) реж. Михаил Лисовой - Трофейные фильмы (2003) реж. Ольга и Александр Флоренские - Тузик (2001) реж. А.Аманов - Туннелирование (2005) реж. Иван Максимов - Человек в пенсне (цикл «Рассказы Чехова») (2010) реж. Хихус - Чехов Точка Чайка (цикл «Рассказы Чехова») (2015) реж. Соня Меламуд - Шамбала (2004) реж. Андрей Колпин - Шерлок Холмс и доктор Ватсон (2005) реж. Александр Бубнов |

### Полнометражные мультфильмы
- День рождения Алисы (2009) реж. Сергей Серёгин
- Чародей равновесия. Тайна Сухаревой башни (2015) реж. Сергей Серёгин

### Мультсериалы
- Смешарики (2004-2008)
- Зоопарк (1-3 сезоны) (2007-2010)
- Ре-анимация (2007-2015)
- Три котёнка (2009-2013)
- Овечки Холли и Долли (2009-2013)
- Зверюшки-добрюшки (2010-2011)
- Тайна Сухаревой башни (2010-2013)
- Решето-сити (2011-2012)
- Котяткины Истории (2014-2018)

## Фильмы

### Документальное кино
- 2018 «Я люблю свои сказки» о творческом пути Льва Атаманова. Авторы Сергей Каптерев и Николай Изволов.[14]
- 2008 «Пани Малкина чешская Раневская»

### Короткометражные
- В чаще
- Дуэль
- Случай

### Полнометражные
- Государыня и разбойник
- Пакостник
- Сон слепого человека
- Анимация

## Телесериалы
- 13 мгновений судьбы
- Мифы без грифа
- Оружие России
- Последний солдат
- Разведка. Версия для кино